# Stilbeny

resveratrol

Stilbeny (též stilbenoidy) jsou skupinou chemických látek, vyskytujících se v tělech rostlin.
Mezi nejvýznamnější jsou řazeny stilben a resveratrol, jež vykazují schopnost napodobovat účinky ženských hormonů estrogenů, a proto jsou řazeny mezi fytoestrogeny.